# Melanargia obscurior
Melanargia obscurior är en fjärilsart som beskrevs av Wnukowsky 1927. Melanargia obscurior ingår i släktet Melanargia och familjen praktfjärilar. Inga underarter finns listade i Catalogue of Life.